# Gambialoa bomansi
Gambialoa bomansi är en insektsart som beskrevs av Irena Dworakowska 1981. Gambialoa bomansi ingår i släktet Gambialoa och familjen dvärgstritar. Inga underarter finns listade i Catalogue of Life.